# Biserica de lemn din Băzăvani

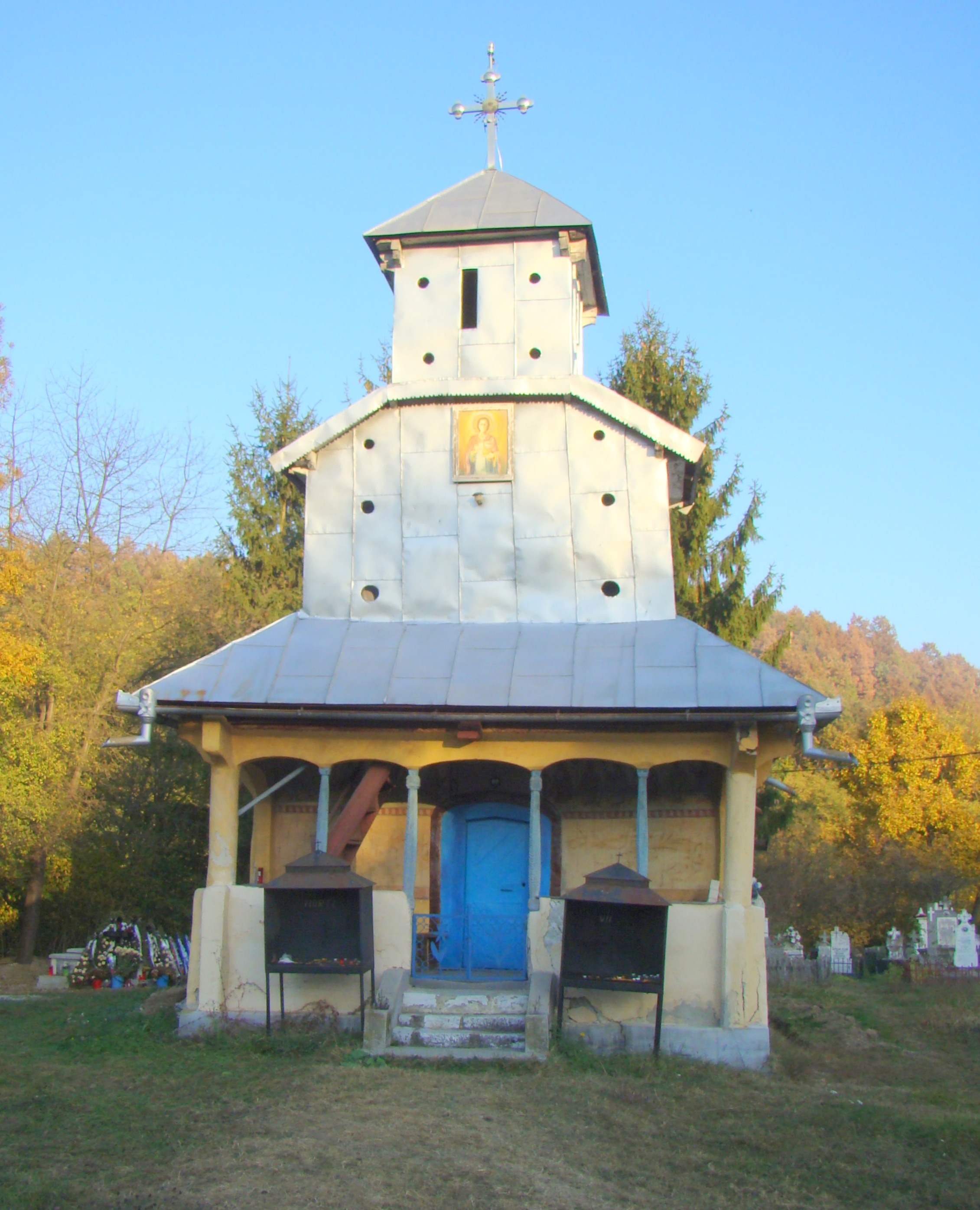
Biserica de lemn „Sfântul Pantelimon” din Băzăvani, comuna Samarinești, județul Gorj, foto: octombrie 2018.

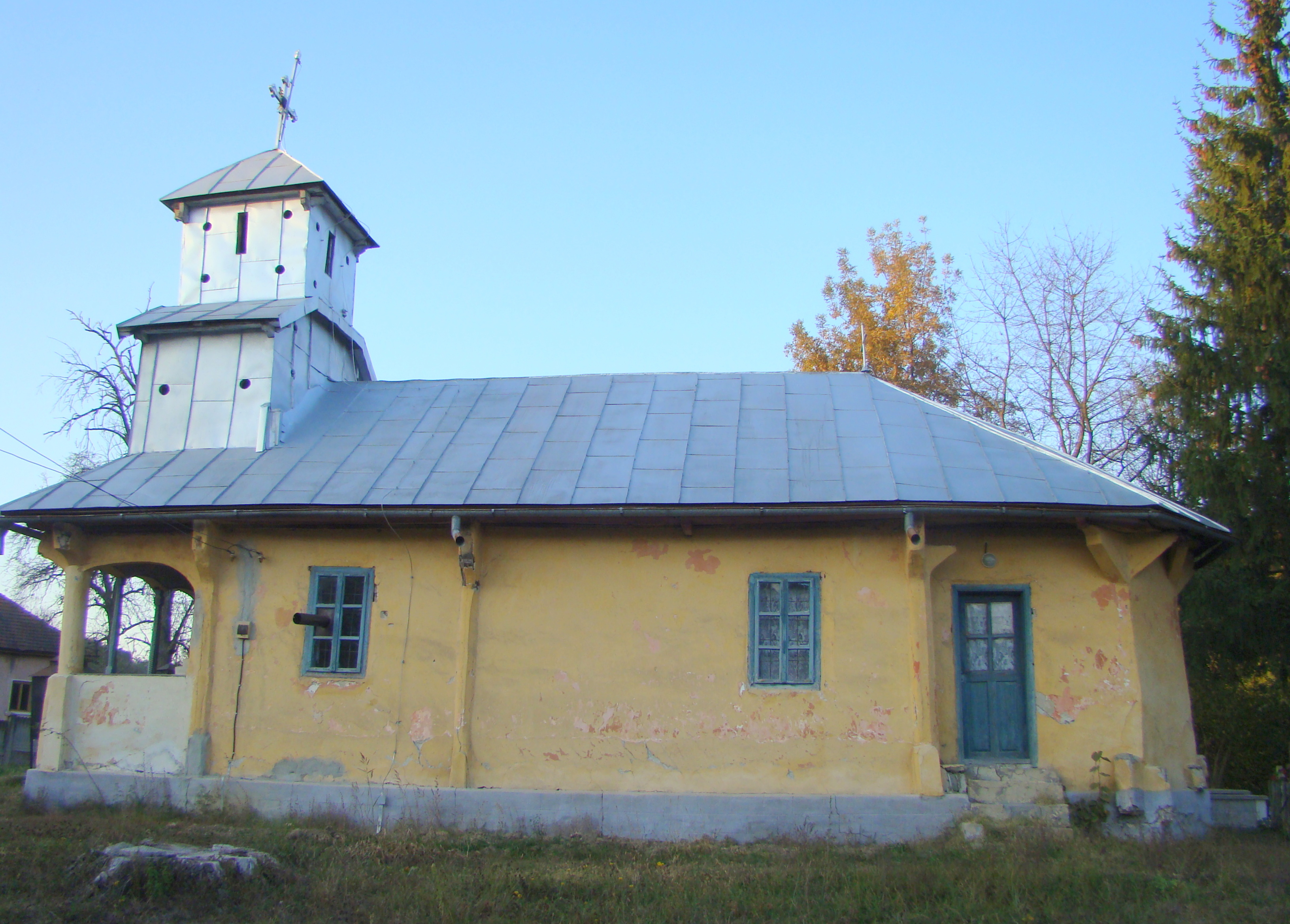
Biserica (sud)

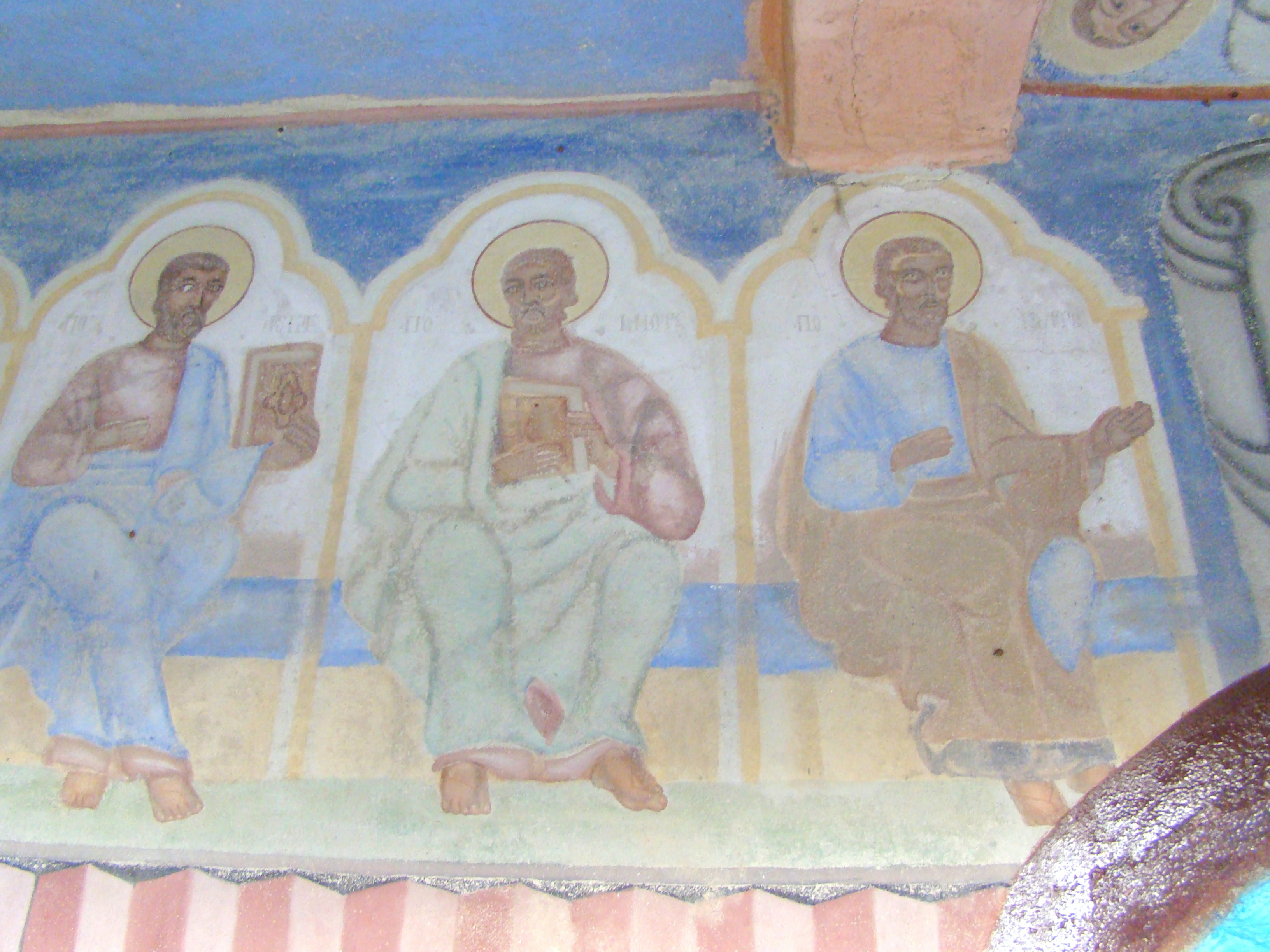
Detaliu din friza apostolilor

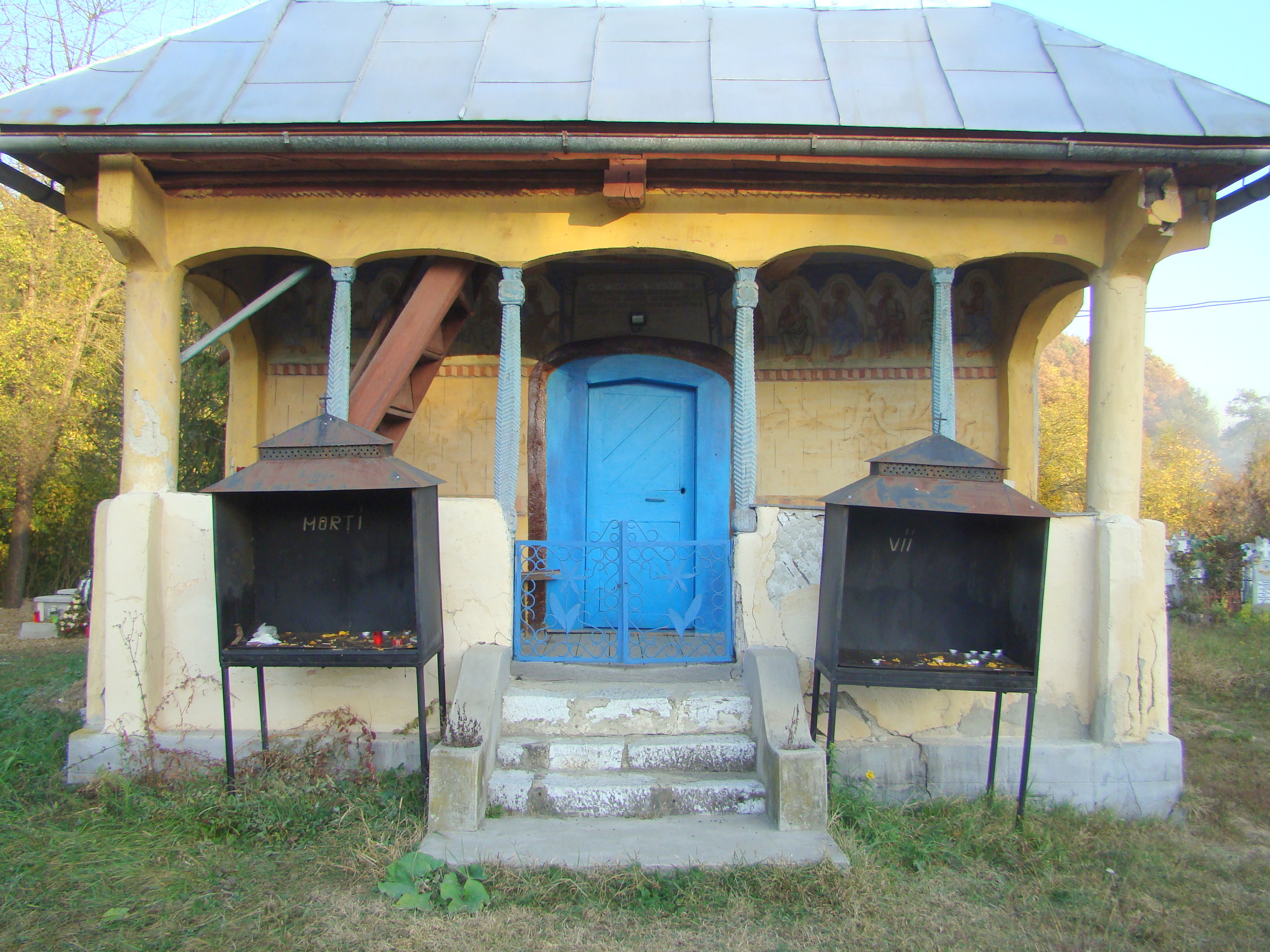
Prispa

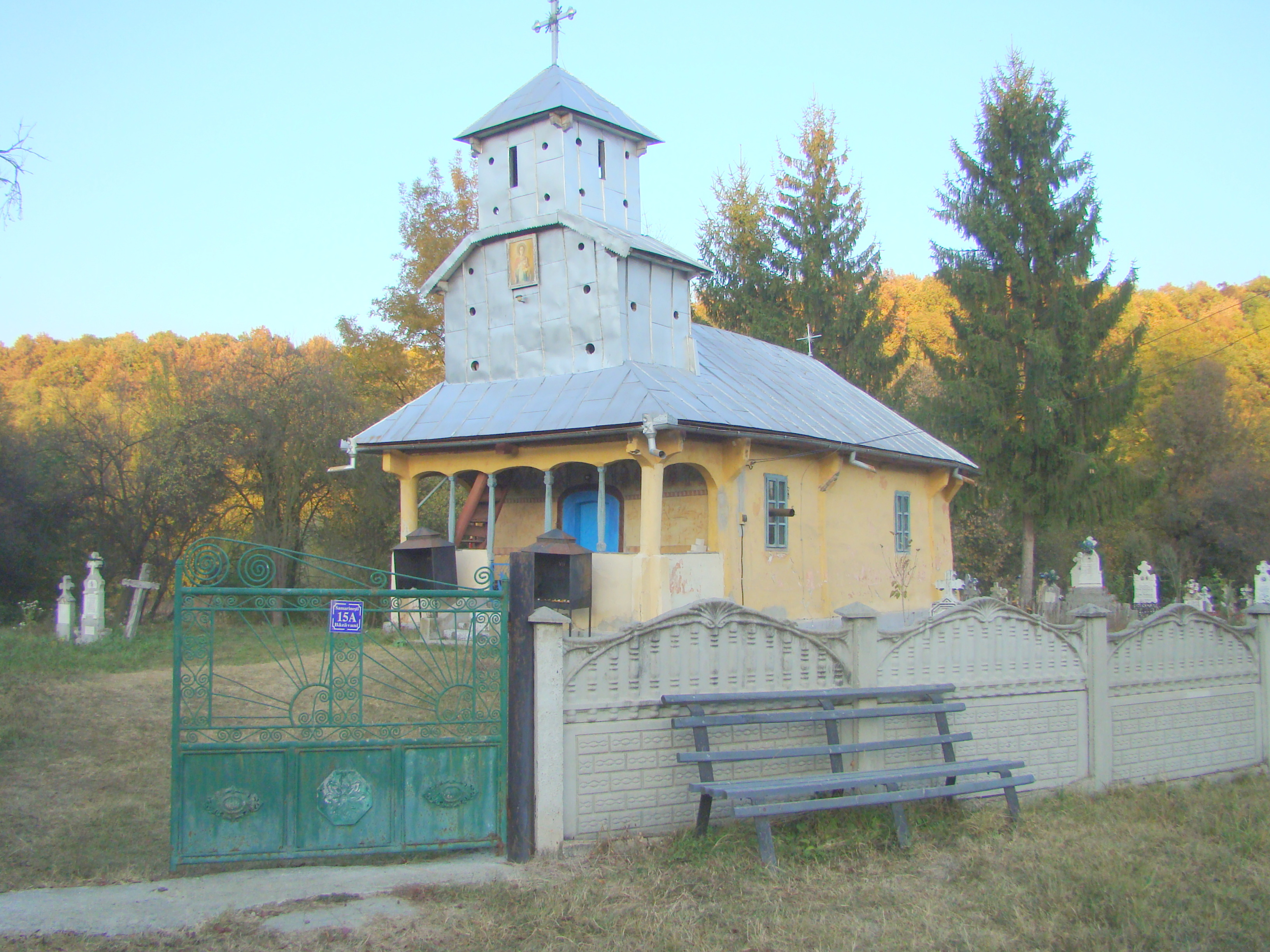
Biserica văzută din drum

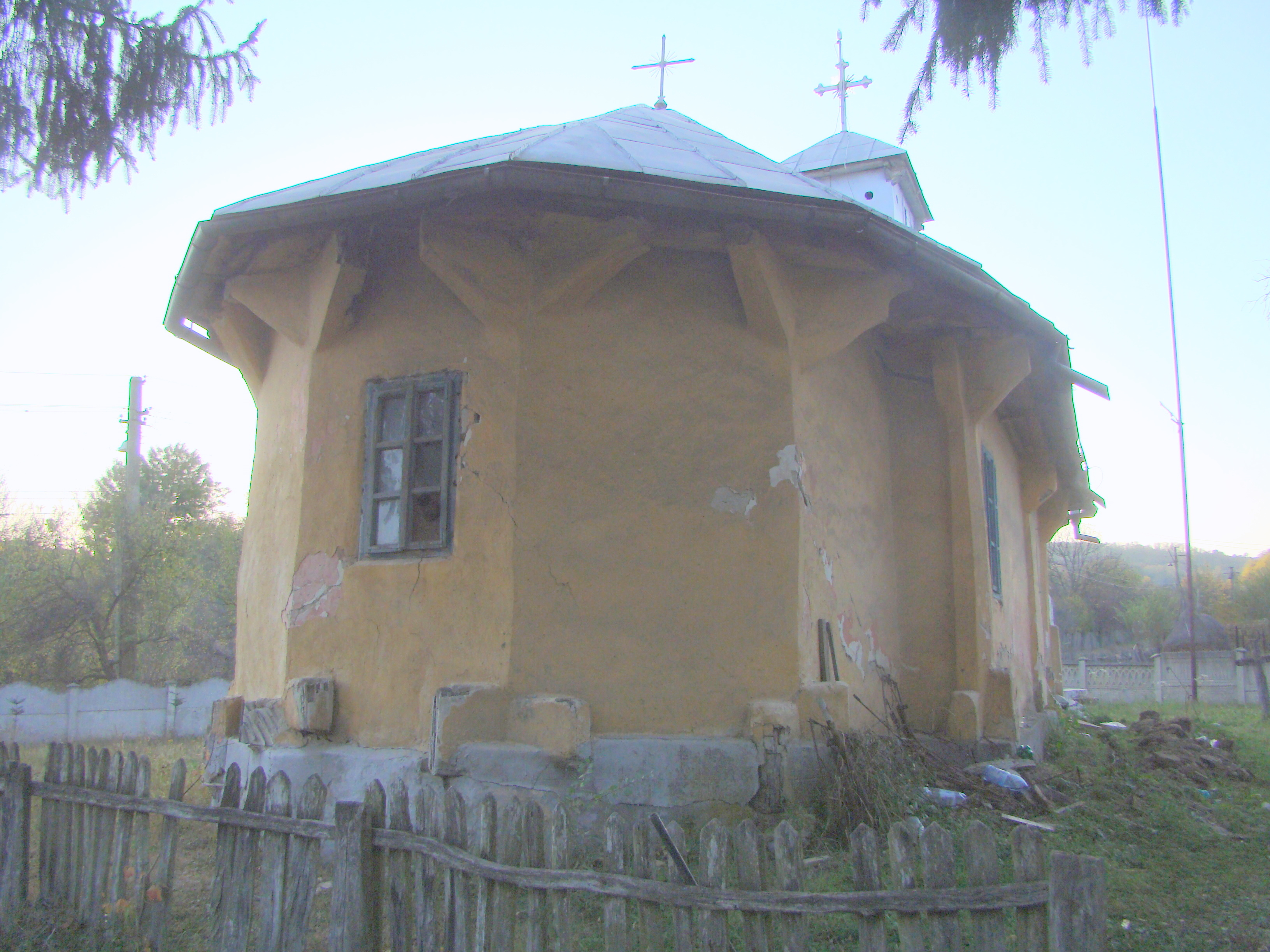
Biserica (est)

Biserica de lemn din Băzăvani, comuna Samarinești, județul Gorj, a fost construită în secolul XIX. Are hramul „Sfântul Pantelimon”. Biserica se află pe lista monumentelor istorice sub codul LMI:  GJ-II-m-B-09226.

## Istoric și trăsături
Conform pisaniei, biserica a fost ridicată „în zilele preaînălțatului rege Carol I” la 1872. Pereții, tencuiți la exterior, înscriu o navă dreptunghiulară, de mari dimensiuni, cu altarul retras, poligonal, cu cinci laturi. Pantele acoperișului și coiful turnului, ce se înalță deasupra prispei de pe latura vestică, sunt învelite în tablă.
Biserica are un hram rar întâlnit, „Sfântul Mare Mucenic și tămăduitor Pantelimon”, considerat ca fiind ocrotitor al medicilor și tămăduitor al bolnavilor, prăznuit în Biserica Ortodoxă pe 27 iulie.

## Imagini din exterior

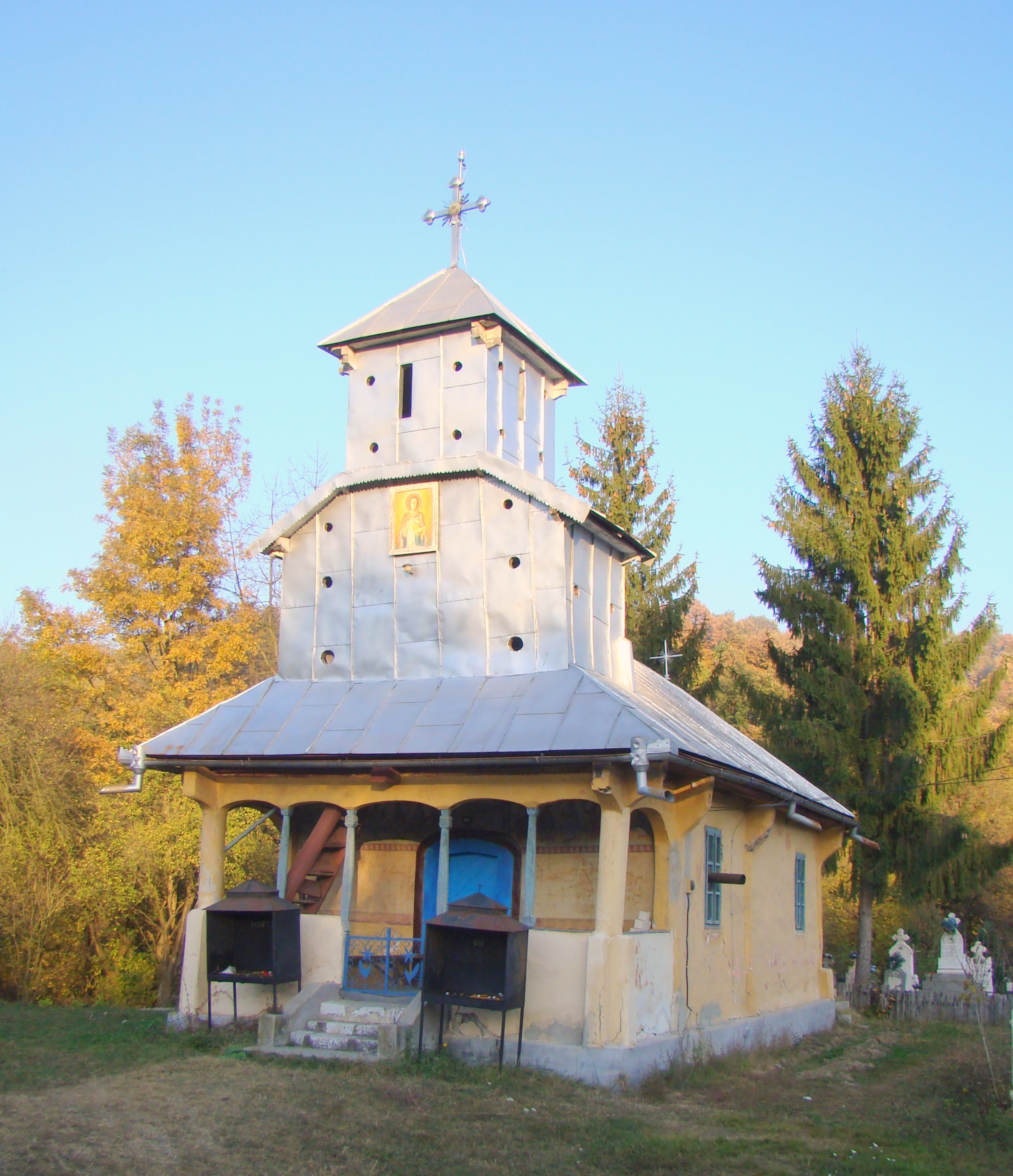
Biserica (sud-vest)
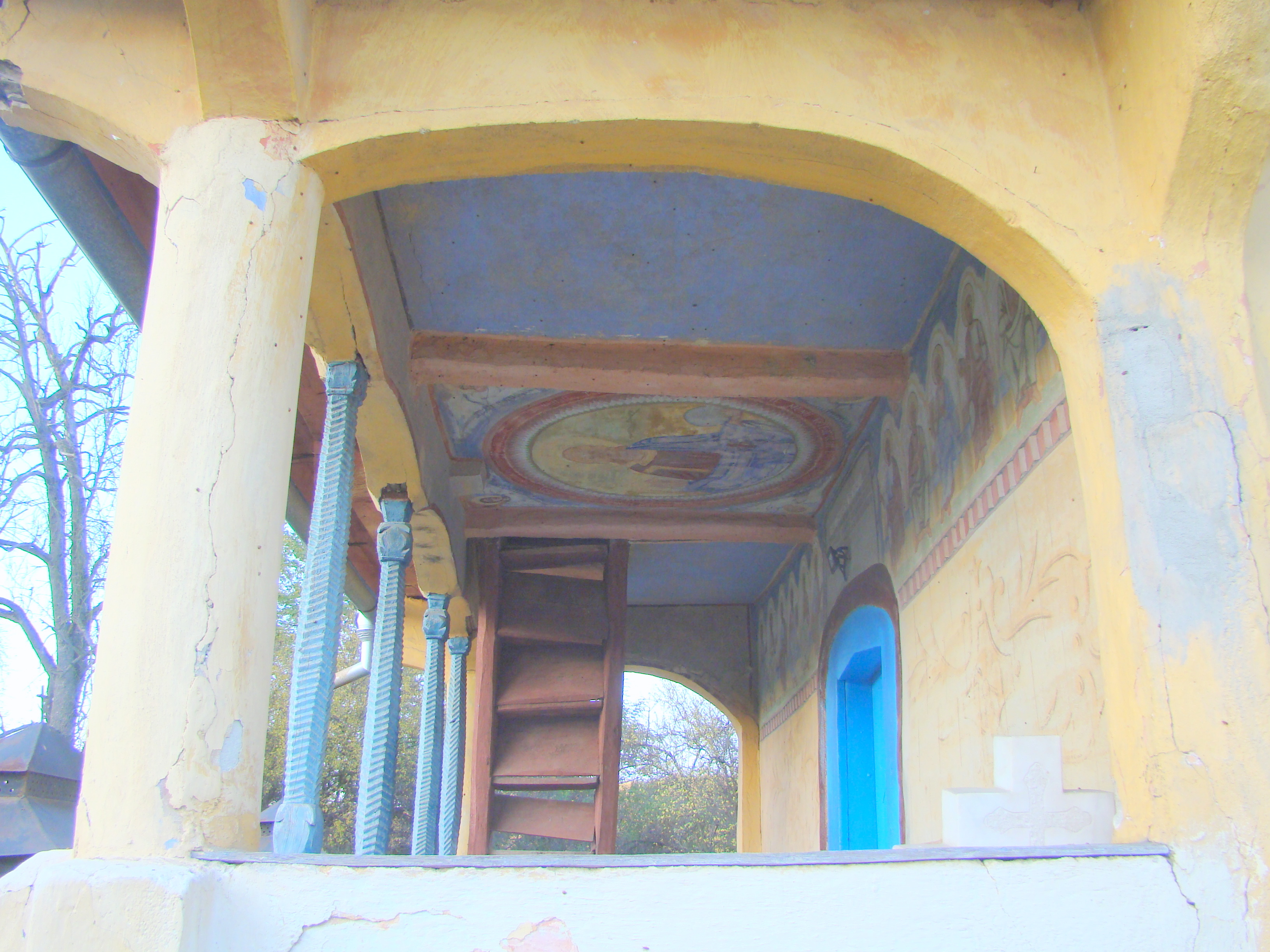
Prispa
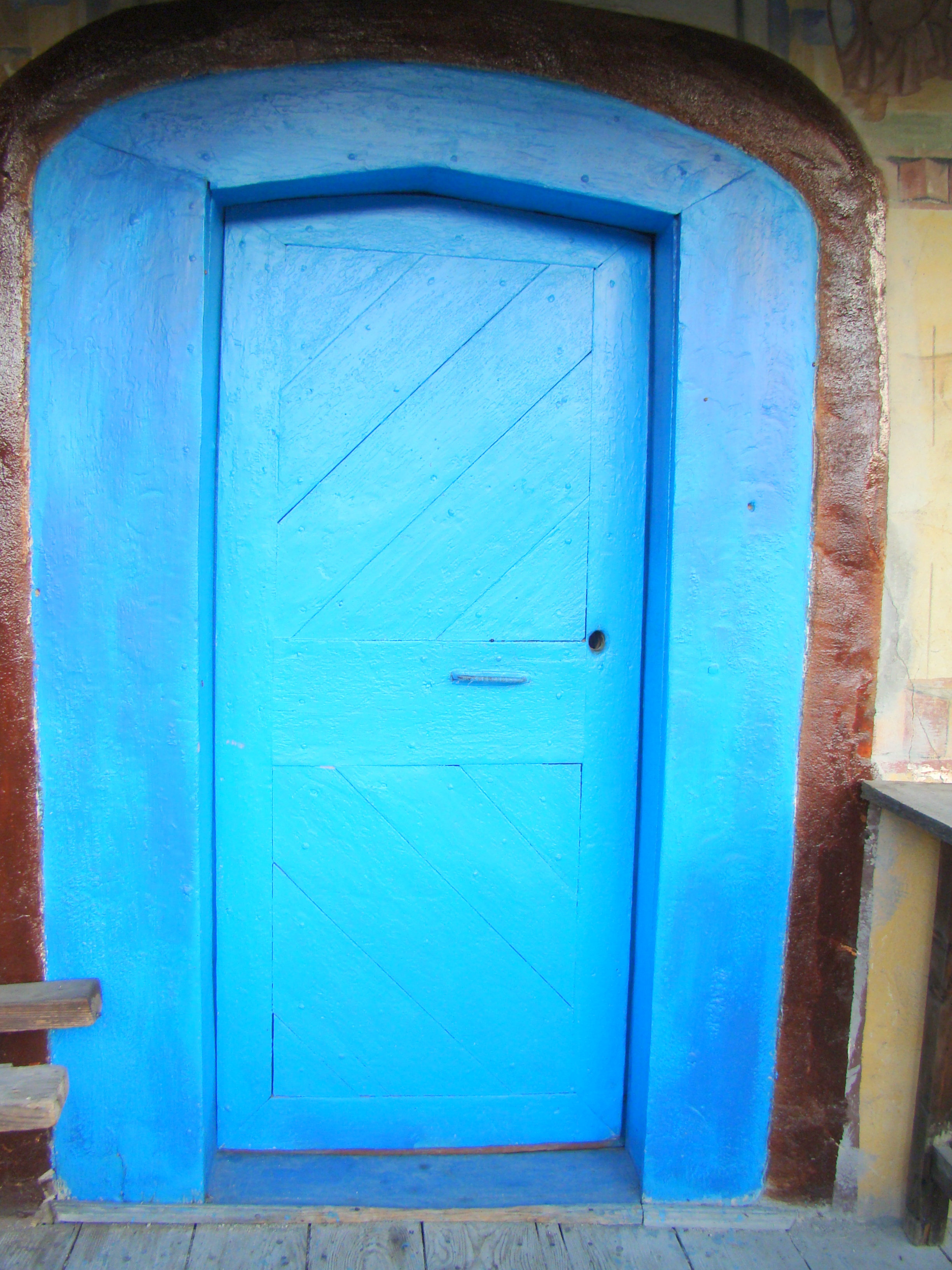
Ancadramentul intrării
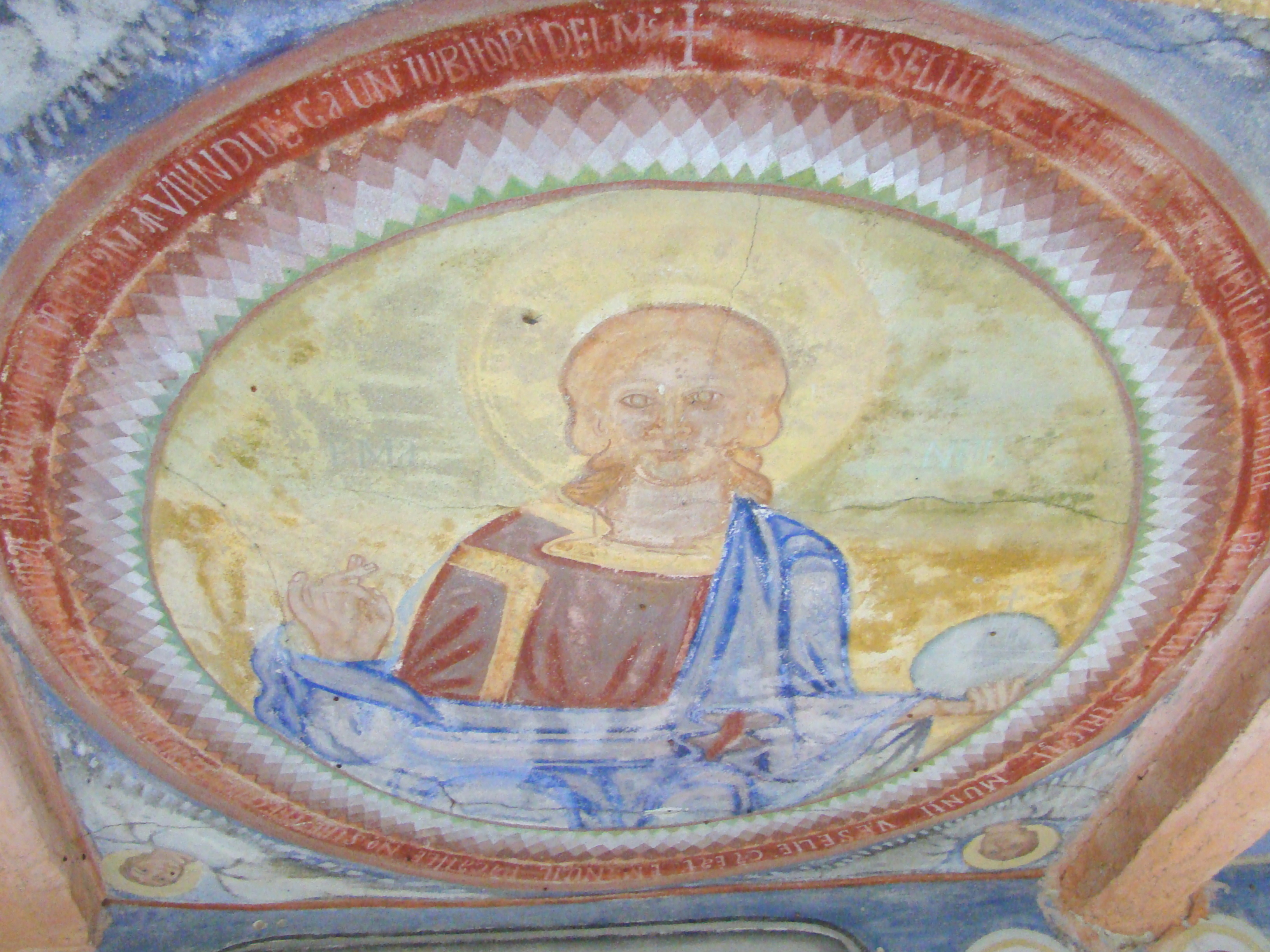
Pantocrator
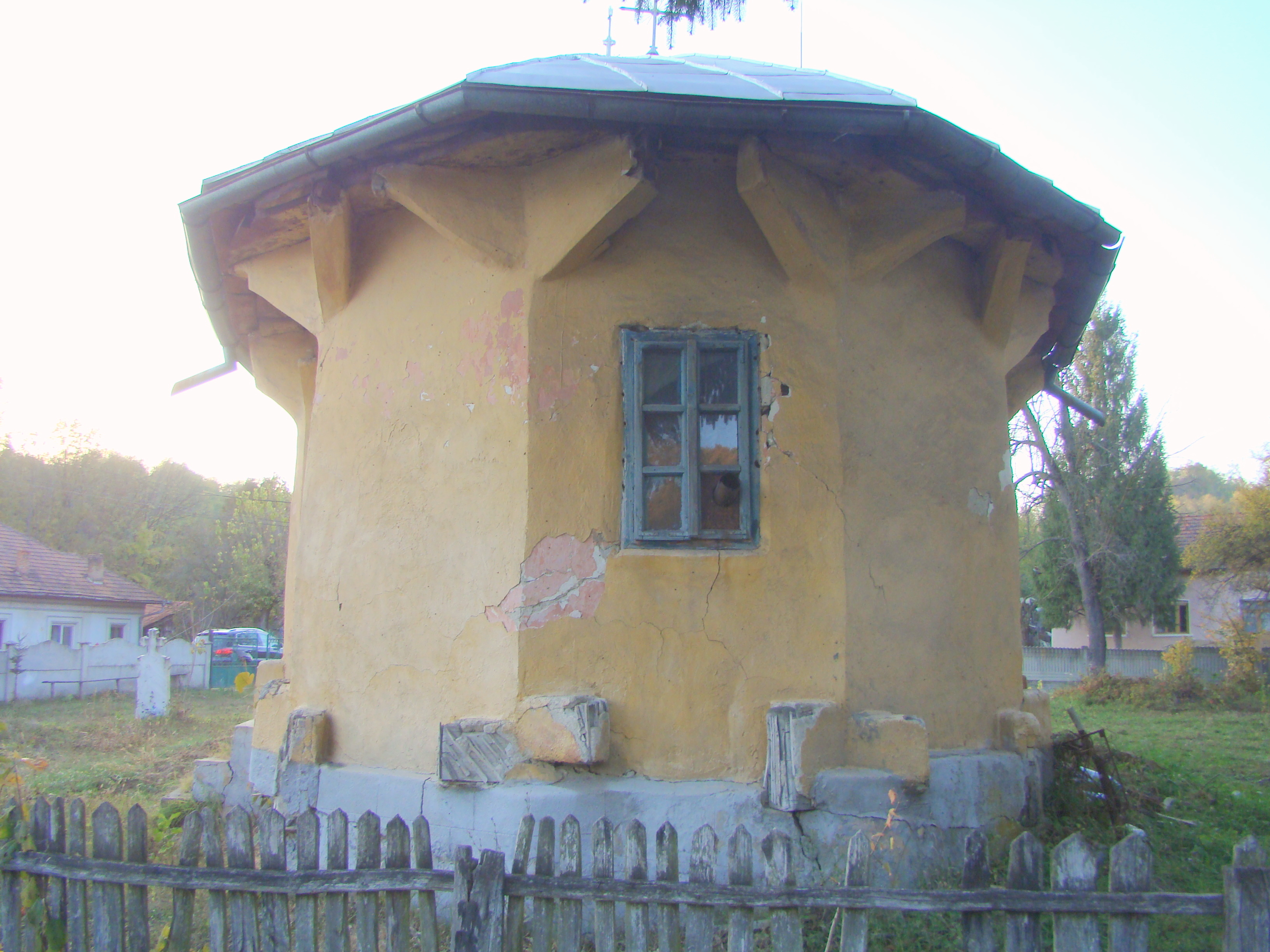
Absida altarului
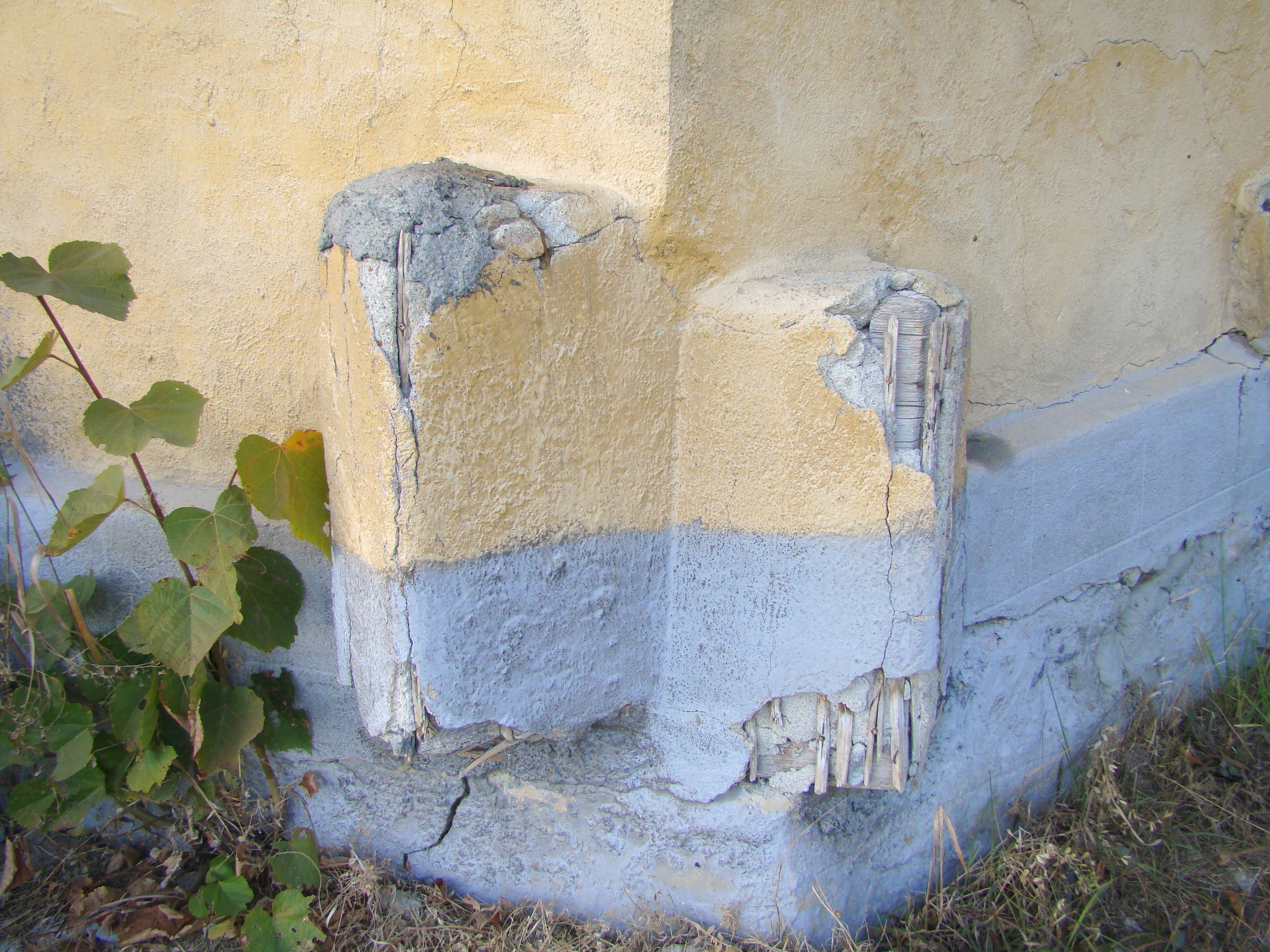
Îmbinări sub tencuială
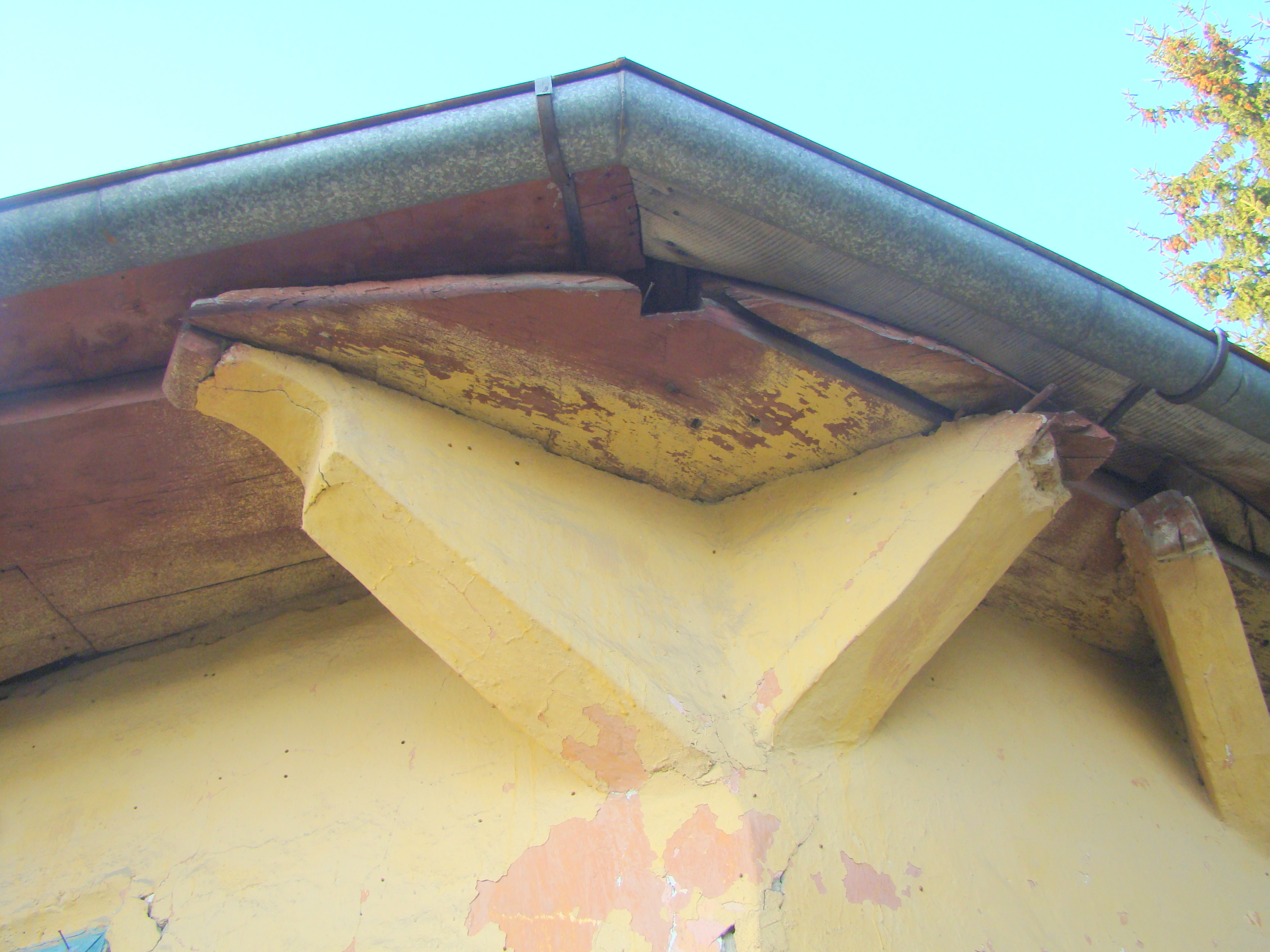
Console
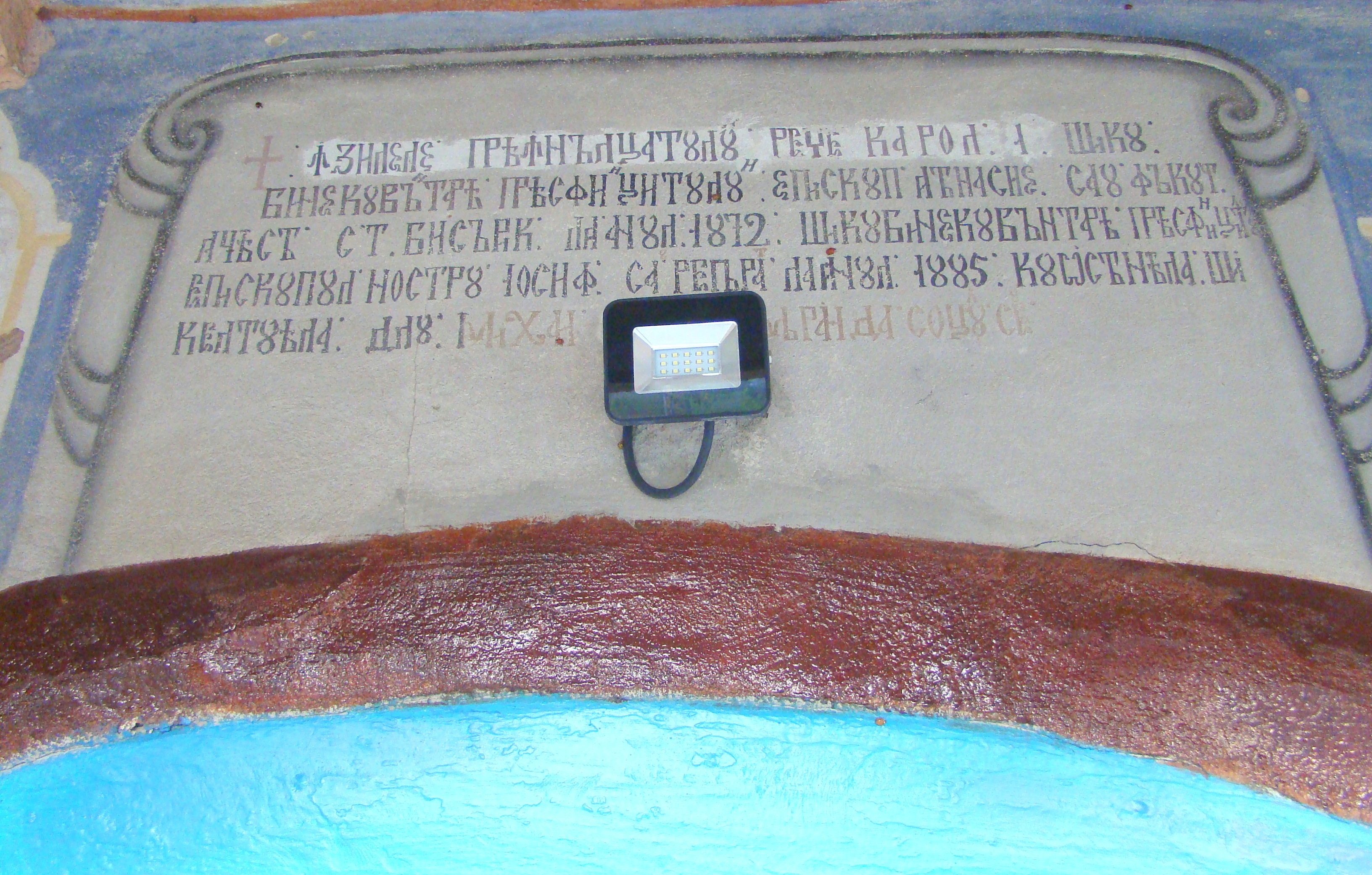
Pisania
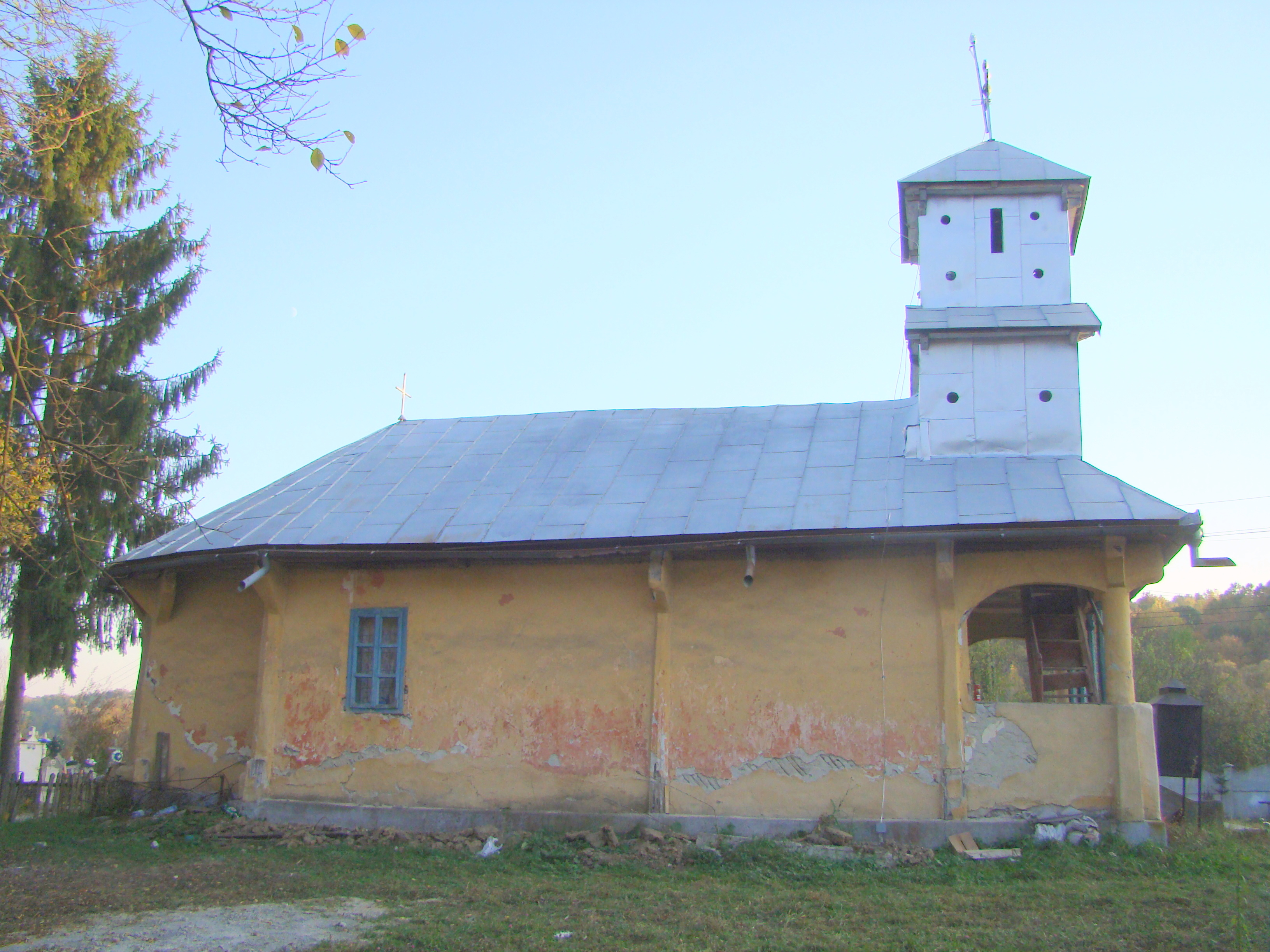
Biserica (nord)
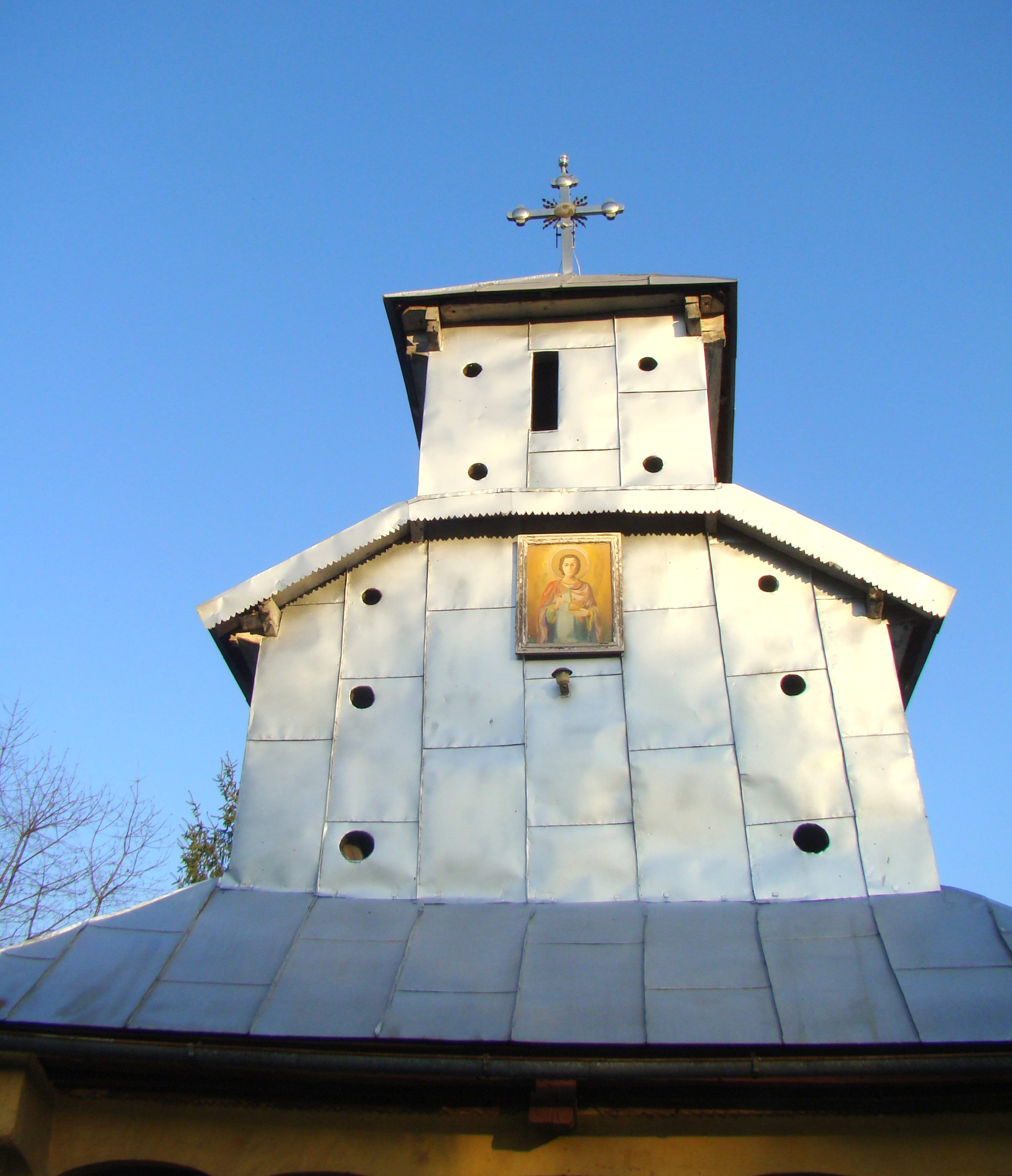
Turnul-clopotniță
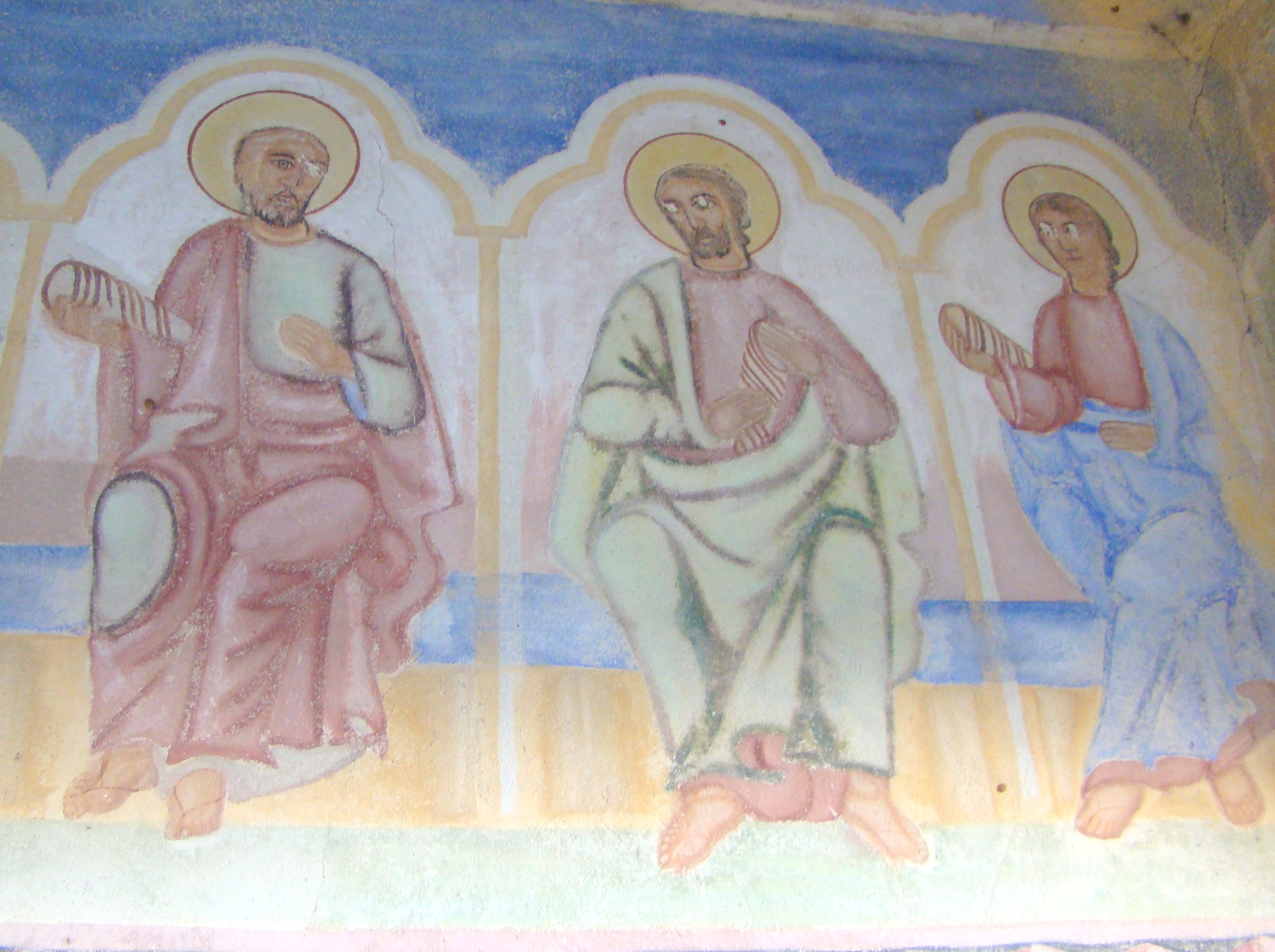
Detaliu din friza apostolilor
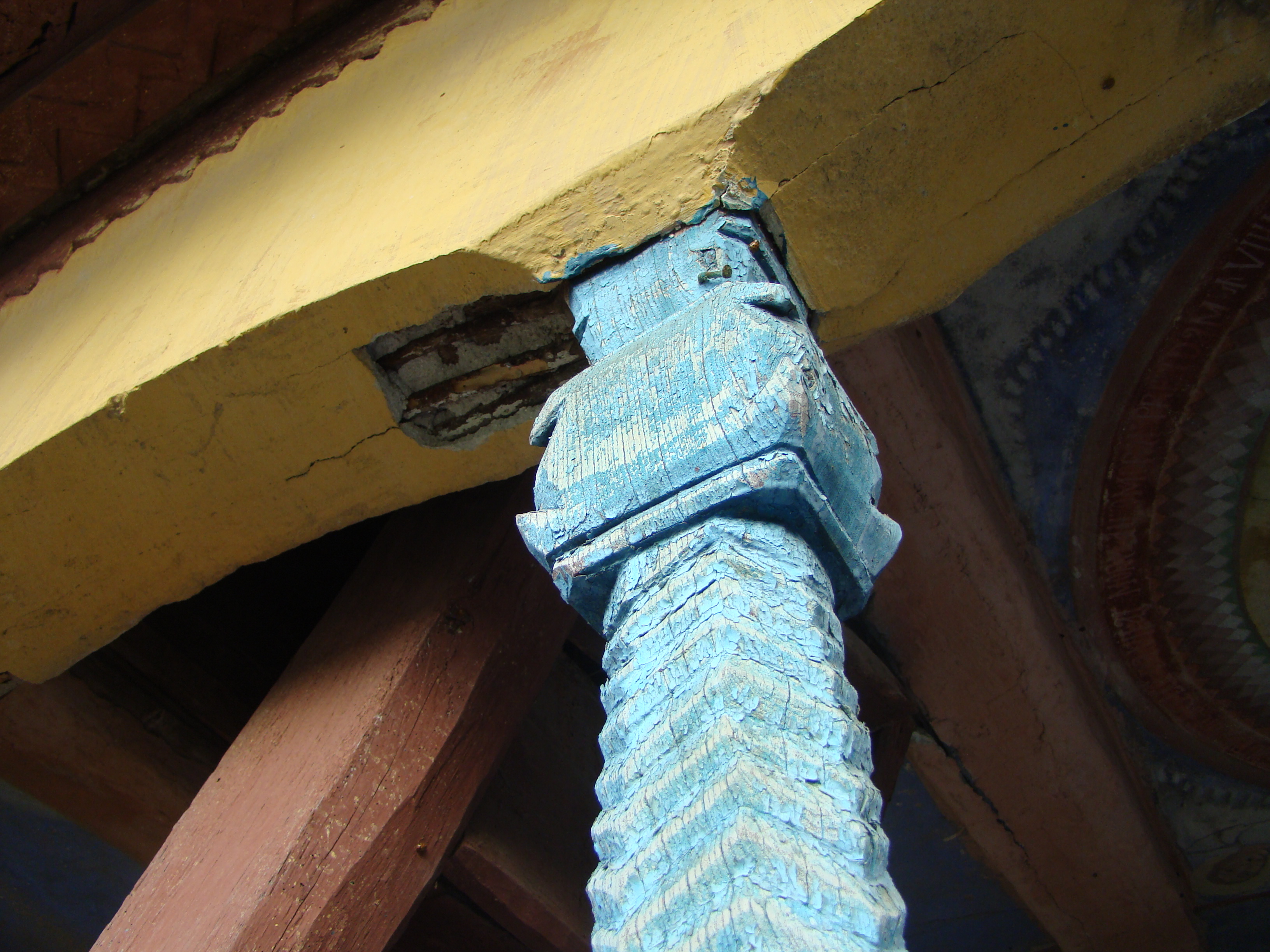
Stâlp la prispă (detaliu)